# Coleção Toppi
Coleção Toppi é uma coleção de histórias em quadrinhos de autoria do italiano Sergio Toppi desenvolvida pela editora brasileira Figura, tendo como base a a série Toppi the Collected, publicada nos Estados Unidos pela Magnetic Press.
Os dois primeiros volumes foram lançados em 2022, após campanha de financiamento coletivo na plataforma Catarse. Cada volume reúne HQs de Toppi sob uma mesma temática.
Em 2023, o primeiro volume ganhou o 35º Troféu HQ Mix na categoria de melhor edição especial estrangeira.

## Edições
- Volume 1 - América Latina (2022)[3]
- Volume 2 - Seres mágicos (2022)[3]
- Volume 3 - Estados Unidos (2023)[1]
- Volume 4 - África e Oceania (2023)[1]